# Rivarone
Rivarone (piemontiul: Rivaròn) település Olaszországban, Piemont régióban, Alessandria megyében. Lakosainak száma 393 fő (2023. január 1.). Rivarone Bassignana, Montecastello és Alluvioni Piovera községekkel határos.

## Népesség
A település lakossága az elmúlt években az alábbi módon változott:
| Lakosok száma | 388  | 408  | 393  |
|               | 2017 | 2018 | 2023 |